# Scopas d'Étolie
Pour les articles homonymes, voir Scopas et Scopas (historien).
Scopas d'Étolie (en grec ancien Σκόπας  / Skopas) est un général de la Ligue étolienne durant dans la guerre des Alliés (220-217 av. J.-C.). Il passe ensuite au service des Lagides d'Égypte. Durant la cinquième guerre de Syrie contre les Séleucides, il est défait à la bataille de Panion par Antiochos III. Il est exécuté en 196 pour avoir conspiré contre les ministres de Ptolémée V.

## Biographie

### Stratège de la Ligue étolienne
Avant même le déclenchement de la guerre des Alliés ou guerre sociale (220-217 av. J.-C.) qui oppose la Ligue étolienne à la Ligue achéenne, alliée au royaume de Macédoine, Scopas occupe déjà une position prépondérante parmi ses compatriotes. Il est un parent d'Ariston, le stratège de la ligue étolienne, et celui-ci lui confie la conduite d'opérations. C'est ainsi que Scopas, aidé de Dorimaque, engage de son propre chef une expédition contre les Messéniens au printemps de 220, ravageant leur territoire. Aratos, le stratège achéen, intervient à la tête de l'armée achéenne mais il est vaincu par Scopas à Caphyai. Cette campagne amène la déclaration de guerre des Achéens qui obtiennent le soutien des Macédoniens. L'année suivante, Scopas est choisi pour être le stratège en chef de la Ligue étolienne.
Au printemps 219, il envahit la Macédoine à la tête d'une grande force et ravage, sans opposition, la Piérie, se rendant maître de Dion, dont il fait piller et brûler le célèbre temple qui a donné son nom à la cité. Mais ce faisant, il néglige la défense de l'Étolie, laissant l'occasion à Philippe V d’intervenir avec le soutien des Acarnaniens. En 218, il est envoyé par Dorimaque, qui lui a succédé comme stratège, avec une force de mercenaires soutenir les Éléens. La suite des opérations qu'il a mené durant la guerre des Alliés est inconnue.
Son nom apparait en 211, durant la première guerre macédonienne, quand il est mentionné au moment de l'alliance entre la Ligue étolienne et les Romains, par l’intermédiaire du préteur M. Valerius Laevinus. La conquête de l'Acarnanie est l'appât visant à attirer les Éoliens dans cette alliance ; et Scopas réunit immédiatement ses forces pour envahir ce pays. Mais la résistance déterminée des Acarnaniens, et l'arrivée de Philippe à leur secours, réduisent ses efforts à néant. En 210, il soutient Laevinus dans le siège d'Anticyra en Phocide. Après sa capture, la cité est livrée aux Étoliens.
Après la guerre des Alliés, les Étoliens connaissent des dissensions sociales, et afin d'apaiser ces troubles et de remédier au fardeau des dettes, Scopas et Dorimaque, mus par l'ambition personnelle, sont désignés pour réformer la constitution en 204, bien qu'ils ne soient sûrement pas qualifiés pour occuper la charge de législateurs. Incapable de régler cette crise, il décide de se retirer en Égypte. 

### Général mercenaire
Scopas est accueilli avec faveur par les ministres qui gouvernent le royaume royaume lagide pendant la minorité du jeune Ptolémée V. Il est aussitôt chargé par le ministre, et régent de facto, Agathocle, de recruter des mercenaires en Grèce afin de renforcer l'armée en vue d'une nouvelle guerre contre les Séleucides, mais aussi de reconstituer la garde royale qui ne serait plus assez dévouée. Il s'acquitte de sa mission en ramenant 6 000 mercenaires provenant de la fine fleur de la jeunesse étolienne, équipés en thuréophores.
Il est ensuite nommé stratège de l'armée en Cœlé-Syrie et Phénicie durant la cinquième guerre de Syrie contre Antiochos III qui cherche à prendre sa revanche après sa cuisante défaite à Raphia en 217 av. J.-C. Les premières opérations dirigées par Scopas sont un succès, et il parvient à garder  le contrôle de la Judée. Mais en 200, il est vaincu à Panion, près des sources du Jourdain, non sans avoir vaillamment résisté. Après cette défaite, il est contraint de s'enfermer dans Sidon, qui finit par céder pour cause de famine. Il parvient à s'échapper et à organiser la défense du delta du Nil en 199-198.
Malgré la défaite face à l'armée séleucide, il continue de garder la confiance des ministres lagides et sa position à la cour d'Alexandrie. Mais bientôt son ambition et son avidité le poussent à comploter contre les régents du royaume, confiant dans ses forces composées de mercenaires étoliens ; ses projets sont découverts et il est arrêté sur l'ordre d'Aristoménès, la tête pensante de la régence. Il est conduit devant le Conseil royal et condamné à mort. Il est exécuté le lendemain dans sa prison par des officiers des hypaspistes en 196. Le portrait qu'en fait Polybe est guère flatteur ; l'historien considère qu'il a mérité son sort étant donné la rapacité imprudente et insatiable qu'il a montrée durant son séjour en Égypte. Il faut néanmoins rappeler que Polybe est un Achéen, hostile par nature aux Étoliens depuis la guerre des Alliés.

### Sources antiques
- Polybe, Histoires [détail des éditions] [lire en ligne]
- Tite-Live, Histoire romaine [détail des éditions] [lire en ligne]